# Le massaggiatrici
Le massaggiatrici è un film del 1962 diretto da Lucio Fulci. Ha come sottotitolo Pochade in un tempo... moderno.

## Trama
Il signor Parodi e l'ingegner Manzini, milanesi, si trovano a Roma per trattare l'appalto relativo alla costruzione della Casa per la Protezione della Giovane con il Presidente dell'Ente omonimo. Ma uno dei due, Parodi, non disdegna anche di dedicarsi alle cure di massaggiatrici, definizione che in realtà nasconde un'attività di prostituzione gestita da tre intraprendenti ragazze in una casa di appuntamenti. Il dottor Bellini, segretario del Presidente, cura la conclusione dell'affare, chiedendo la corresponsione di una adeguata tangente sia per il Partito del Presidente che per sé. La moglie di Parodi, però, insospettita, si reca a Roma per vederci chiaro. Il tutto genera una serie di equivoci e gag nello stile pochade, che non a caso costituisce il sottotitolo della pellicola.
Infatti il Presidente, che in pubblico è un moralista, ma in privato è anche lui un frequentatore delle tre ragazze, muore proprio a casa loro, e questo rischia di far saltare la conclusione dell'appalto miliardario. Scambi di persona, cadaveri che scompaiono e riappaiono, personaggi che entrano ed escono dalle stanze, prostitute scambiate per mogli e viceversa, inseguimenti automobilistici, scenette di vario umorismo, il tutto condito dalle grazie muliebri delle tre protagoniste messe abbondantemente in mostra (per quanto al tempo consentito), costituiscono la trama sino alla conclusione della farsa nella quale tutti saranno soddisfatti. L'affare viene concluso, il lavoro sarà affidato ai due affaristi, le tangenti pagate e le tre disinvolte ragazze riusciranno a comprarsi l'appartamento in cui esercitano. Il Presidente morto verrà onorato come un pio benefattore. L'unica che avrà problemi sarà Bice, che il suo onesto lavoro di massaggiatrice lo esercita davvero.

## Incasso
Il film ha incassato 181 milioni di lire.

## Critica
(Leo Pestelli su La Stampa del 18 ottobre 1962)
Secondo l'IMDb, Philippe Noiret lo considerava il film più brutto che ho mai fatto. È stato comunque il primo film italiano dell'attore.

## Ambientazione e curiosità
Nel film, ambientato a Roma, la casa dove le ragazze esercitano la loro professione è ubicata in via Beccaria, che appare nelle immagini come una zona di periferia, mentre nella realtà è una strada centrale del quartiere Flaminio.
Vi compaiono alcune battute che richiamano l'attualità politica del tempo: viene infatti citato il nome di Malagodi, e si fa esplicito riferimento alla Democrazia Cristiana come partito destinatario della tangente promessa per l'appalto.
Una delle tre ragazze cita, con precisione giuridica, la "Legge Merlin" di soli quattro anni precedente il film, e rispetto alla quale ancora non si erano spente le polemiche sulla sua opportunità ed efficacia.
Da segnalare che la musica che accompagna il film è suonata dal trombettista Nini Rosso, allora agli inizi del suo successo. Viene inoltre cantata la canzone Quando quando quando, presentata al Festival di Sanremo proprio nel 1962 e risultato poi il singolo più venduto nello stesso anno. Si sente anche il brano Domenica ti porterò a ballare, cantato da Gianni Meccia.
La Direzione Generale dello Spettacolo, settore Cinematografia, del Ministero del Turismo e dello Spettacolo, malgrado i tagli spontaneamente effettuati dalla società di produzione sulla copia da revisionare, autorizzava la programmazione del film con divieto di visione per i minori di 18 anni. La II edizione, presentata nel 2008, ottenne la revoca definitiva del divieto.